# Pomaderris sericea
Pomaderris sericea är en brakvedsväxtart som beskrevs av N. A. Wakefield. Pomaderris sericea ingår i släktet Pomaderris och familjen brakvedsväxter. Inga underarter finns listade i Catalogue of Life.